# وارتگس هایوتسیان
وارتگس آرسنی هایوتسیان (ارمنی: Վարդգես Արսենի Հայոցյան؛ زادهٔ ۲۹ ژوئیهٔ ۱۹۴۶) یک سیاستمدار اهل ارمنستان است که از تاریخ ۱۹۹۵ تا تاریخ ۱۹۹۹ سمت نمایندگی دوره اول مجلس ملی جمهوری ارمنستان را برعهده داشت.

## زندگی‌نامه
در ۲۹ ژوئیهٔ ۱۹۴۶ ‏در ایروان به دنیا آمد . 